# Азоксистробин
Азоксистробин — синтетический фунгицид, широко используемый в сельском хозяйстве.

## История открытия
Азоксистробин был открыт в ходе исследования Oudemansiella mucida и Strobilurus tenacellus, двух видов небольших грибов белого или коричневого цвета семейства Физалакриевые, которые широко распространены в лесах Европы. Эти не превышающие нескольких сантиметров грибы привлекли внимание учёных благодаря своей способности к самозащите. Они синтезируют два вещества: стробилурин A и удемансин A, с помощью которых подавляют рост конкурирующих грибов в довольно большом радиусе от места своего произрастания. Исследования механизма действия этих веществ привели в результате к созданию азоксистробина.
Впервые это вещество было синтезировано Доктором Кристофером Годфри из Международного исследовательского центра Джеллотс Хилл в Брекнелле (Великобритания).

## Синтез
Азоксистробин синтезируется на основе 3H-бензофуран-2-она.

## Активность
После того, как были синтезированы экспериментальные аналоги обоих веществ (а всего их было протестировано 1400), стало ясно, что азоксистробин является наиболее стабильной и активной комбинацией. Токсофор азоксистробина — это β-метоксиакрилатовая группа (голубая на рисунке), которая есть в активных соединениях из Oudemansiella mucida и Strobilurus tenacellus:
Азоксистробин прочно связывается в Qout-сайте комплекса III, и в конечном счёте останавливает синтез АТФ.

## Эффективность
Азоксистробин обладает самым широким спектром активности из всех известных фунгицидов. Это единственное вещество, которое действует сразу на 3 большие группы патогенных грибов и грибоподобных протистов:
- Ascomycota: Септория, Pyricularia (поражает рис)
- Basidiomycota: Полосатая ржавчина
- Oomycota, (виды, поражающие плоды винограда)

## Примеры
Азоксистробин широко переменятся в сельском хозяйстве, особенно при выращивании пшеницы. Использование азоксистробина обеспечивает защиту от многих заболеваний включая:
- Септориоз пшеницы.
- Septoria leaf spot.
- Бурая ржавчина пшеницы (Puccinia recondita).
- Листовая ржавчина ржи (Puccinia triticina).
- Мучнистая роса.
- Мильдью.
- Полосатая ржавчина.
- Pyrenophora teres.

### Практическое использование
- Выращивание винограда.
- Транспортировка бананов.
- Обработка столового и винного винограда.

## Экотоксикология
Азоксистробин обладает хорошим экотоксилогическим профилем, и при этом отвечает требованиям сельского хозяйства.
Разлагается в почве. Его токсичность минимальна для млекопитающих, птиц, пчёл, насекомых и земляных червей. Тем не менее, азоксистробин очень токсичен для водных организмов, а главный продукт, образующийся при его разложении, R234886, чрезвычайно вреден. Азоксистробин и R234886 могут выщелачиваться сквозь суглинистые почвы в течение длительного периода времени, а потому могут представлять потенциальную опасность для уязвимой водной фауны и испортить запасы питьевой воды.

## Внешние ссылки
- National Pesticide Information Center
- Pesticide fact sheet
- Amistar (Product Description) — Syngenta Corporate
- Азоксистробин in the Pesticide Properties DataBase (PPDB)
- Азоксистробин на EcoPlant Агро